# Provincia di Bulgan
La provincia di Bulgan (mongolo: Булган аймаг) è una delle 21 province (aimag) della Mongolia; si estende su un territorio caratterizzato a nord da verdi foreste ed a sud da aride praterie (altopiano stepposo). Tra le due zone c'è una grossa striscia di terra attraversata dai fiumi Selenge ed Orhon, coltivata a frumento ed ortaggi, che rappresenta il "cuore agricolo" della Mongolia.
Confina a sud con la provincia del Ôvôrhangaj, ad ovest con quelle dell'Arhangaj e del Hôvsgôl, a nord con la Repubblica della Buriazia (Russia) e ad est con le province del Sėlėngė e del Tôv.
La popolazione, oltre ad una minoranza dedita all'agricoltura, svolge una vita nomade e cura principalmente l'allevamento degli ovini con la lana dei quali vengono realizzati splendidi tappeti.
Nel capoluogo Bulgan è stato ricostruito nel 1992, dopo la caduta del regime comunista, il monastero buddista che era stato distrutto nel 1937.

## Geografia antropica

### Suddivisioni amministrative
La provincia è suddivisa nei seguenti distretti (sum):

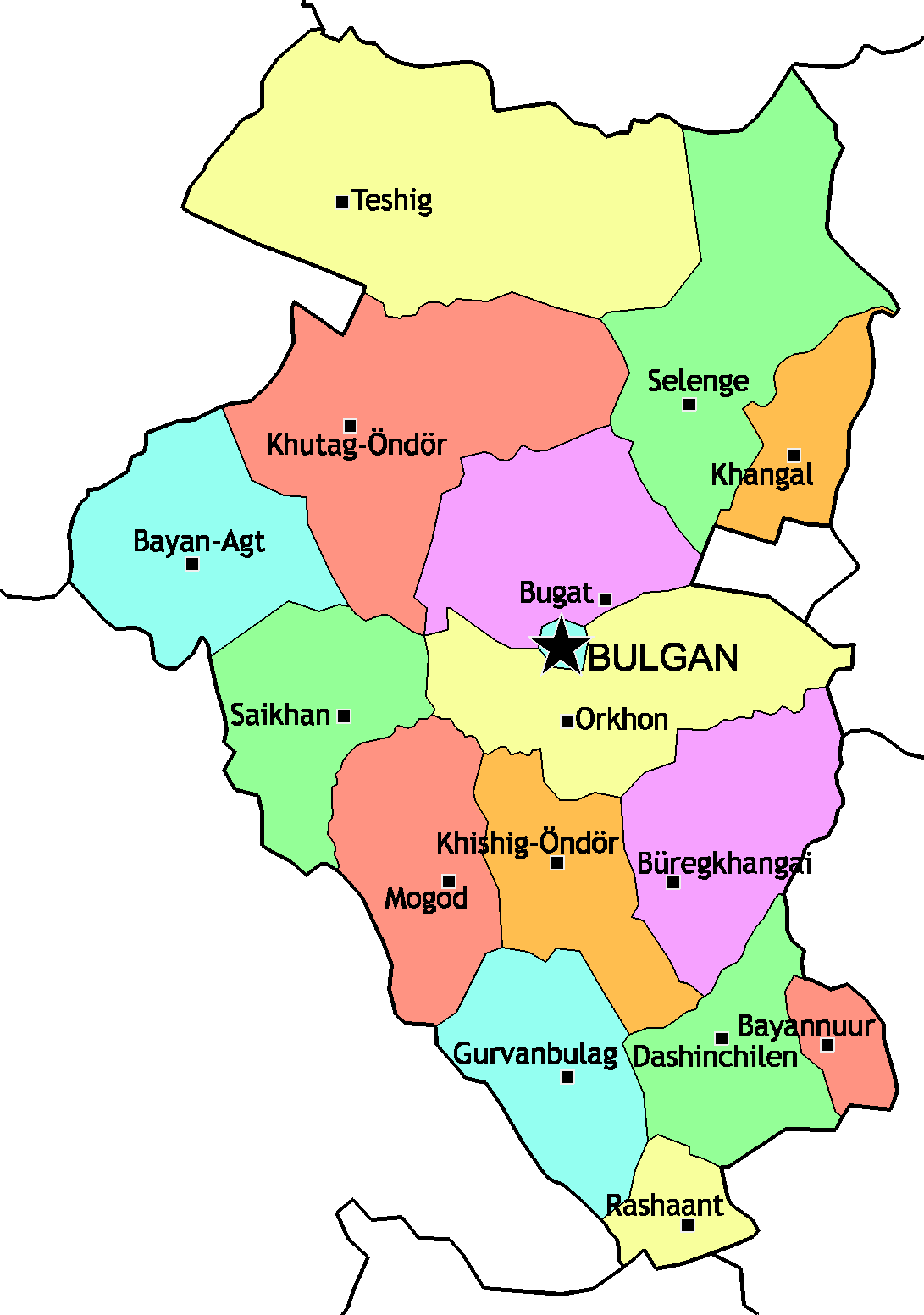
I sum della provincia del Bulgan (nella traslitterazione anglosassone)

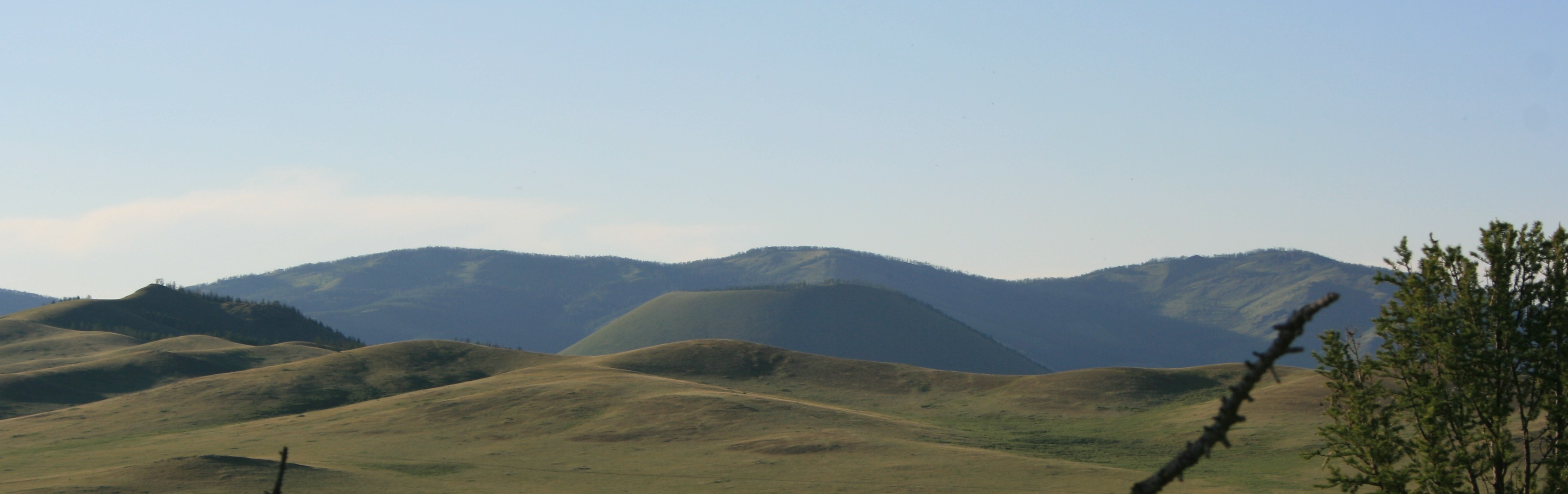
Scorcio dei monti Uran Togoo, nell'ovest della provincia.

| sum                      | mongolo     | popolazione (2005) |
| ------------------------ | ----------- | ------------------ |
| Distretto di Bajan-Agt   | Баян-Агт    | 2 823              |
| Distretto di Bajannuur   | Баяннуур    | 1 303              |
| Distretto di Bugat       | Бугат       | 1 799              |
| Distretto di Bulgan      | Булган      | 11 984             |
| Distretto di Bùrėghangaj | Бүрэгхангай | 2 123              |
| Distretto di Dašinčilėn  | Дашинчилэн  | 2 422              |
| Distretto di Gurvanbulag | Гурванбулаг | 3 221              |
| Distretto di Hangal      | Хангал      | 4 442              |
| Distretto di Hišig-Ôndôr | Хишиг-Өндөр | 3 057              |
| Distretto di Hutag-Ôndôr | Хутаг-Өндөр | 4 236              |
| Distretto di Mogod       | Могод       | 2 609              |
| Distretto di Orhon       | Орхон       | 2 941              |
| Distretto di Rashaant    | Рашаант     | 3 206              |
| Distretto di Sajhan      | Сайхан      | 3 685              |
| Distretto di Sėlėngė     | Сэлэнгэ     | 3 057              |
| Distretto di Tėšig       | Тэшиг       | 3 520              |